# Guerre dei castori
Le guerre dei castori, note anche come guerre irochesi o guerre franco-irochesi, furono una serie di conflitti combattuti a metà del XVII secolo in America nord-orientale.
Incoraggiati e armati da inglesi e olandesi coi quali intrattenevano rapporti commerciali, gli Irochesi cercarono di espandere il proprio territorio e monopolizzare il commercio delle pellicce tra i mercati europei e le tribù della regione dei Grandi Laghi. Il conflitto contrappose le tribù della confederazione irochese guidate dai Mohawk ai popoli di lingua algonchina sostenuti dai francesi e stanziati nella regione dei Grandi Laghi.
Le guerre furono brutali, e sono considerate tra le più sanguinose nella storia degli Stati Uniti d'America. Con il successo irochese e l'espansione del loro territorio, ci fu un riallineamento della geografica nordamericana, e furono cancellate numerose confederazioni native americane, comprese quelle di Uroni, Neutrali, Eriez, Susquehannock e Shawnee. Altre tribù furono spinte a ovest del Mississippi o a sud in Carolina. Gli Irochesi controllarono anche la valle dell'Ohio come territorio di caccia a partire dal 1670 circa, come si può dedurre dai racconti contemporanei dei francesi gesuiti. Ohio e parte del Michigan furono quasi svuotati di nativi americani, i quali fuggirono a ovest in fuga dalla guerra. Buona parte di questa regione fu in seguito ripopolata dai nativi soggetti alle Sei Nazioni.
Algonchini e Irochesi furono gravemente colpiti da queste guerre. Il conflitto portò alla perdita da parte degli Irochesi degli alleati olandesi dei Nuovi Paesi Bassi, e alla crescita degli interessi francesi che cercavano un'alleanza con gli Irochesi contro gli inglesi. La successiva alleanza anglo-irochese fu la chiave dell'espansione britannica nella regione, in quanto i britannici utilizzarono le conquiste Irochesi come pretesto per annettersi il Territorio del nord-ovest.

## Origini
I resoconti della valle del San Lorenzo iniziano con i viaggi di Jacques Cartier degli anni 1540, con i quali gli esploratori e pescatori francesi avevano commerciato pelli nella regione posta nei pressi della foce del San Lorenzo dieci anni prima. Cartier scrisse degli incontri con un popolo in seguito definito Irochesi del San Lorenzo, noto anche come Stadaconiani o Laurentiani, che abitava numerosi villaggi fortificati tra cui Stadacona e Hochelaga. Cartier parlò di una guerra in corso tra Stadaconiani ed un'altra tribù nota col nome di Toudamani, la quale aveva distrutto l'anno prima una delle loro fortezze causando 200 morti.
Guerre e politica in Europa diminuirono gli interessi francesi nella colonizzazione della valle del San Lorenzo fino all'inizio del XVII secolo, quando nel 1608 fu fondato il Quebec. Al loro ritorno, i francesi trovarono abbandonati i siti di Stadacona e Hochelaga, completamente distrutti da un nemico sconosciuto.

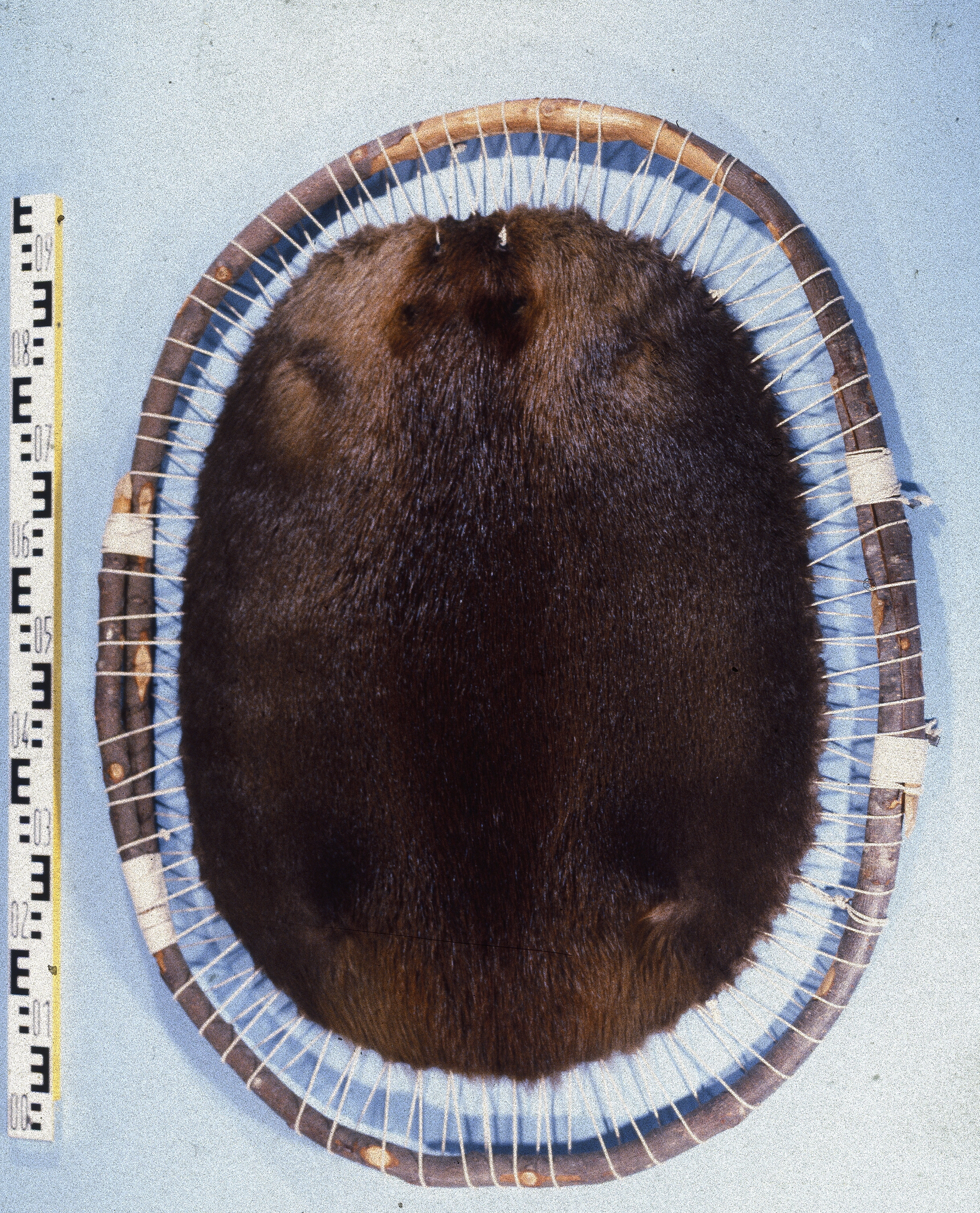
Pelle di castoro

Gli editori dell'American Heritage Book of Indians (AMBoI) fanno notare che alcuni antropologi e storici hanno ipotizzato che i Mohawk della confederazione irochese abbiano distrutto e scacciato gli Irochesi del San Lorenzo, basandosi sull'analisi delle condizioni politiche ed economiche del tempo. Al ritorno dei francesi questa parte di vallata era disabitata. Irochesi ed Uroni di lingua irochese usavano la zona come riserva di caccia. La causa resta non chiara. La tradizione orale irochese, come riportato nelle Relazioni gesuite, parla di una violenta guerra tra Irochesi Mohawk ed un'alleanza di Susquehannock e Algonchini tra il 1580 ed il 1600 circa. Questa guerra fu forse la risposta alla nascita della lega degli Irochesi (NABoI data questo evento al 1570 circa).
I francesi tornarono nel 1601, e la valle del San Lorenzo era già stata teatro di una sanguinaria guerra lunga generazioni, il che aveva modificato i rapporti tra Irochesi e praticamente tutte le popolazioni vicine. Quando Samuel de Champlain sbarcò a Tadoussac sul fiume San Lorenzo, Montagnais, Algonchini ed Uroni si allearono quasi immediatamente con lui contro gli Irochesi.
Prima del 1603 Champlain aveva stretto un'alleanza contro gli Irochesi, e già in precedenza i francesi si erano impegnati a non vendere loro armi. Il motivo di questa scelta era semplice, i nativi del nord fornivano ai francesi le pelli e gli Irochesi, stanziati nell'odierna New York, interferivano con questo commercio. Il primo scontro del 1609 fu combattuto su iniziativa di Champlain. Champlain scrisse: "Ero venuto con l'unica intenzione di fare la guerra". Assieme agli alleati Uroni ed Algonchini, Champlain ed i suoi uomini combatterono una dura battaglia contro i Mohawk sulle rive del lago Champlain. Champlain uccise tre capi Irochesi con un archibugio nonostante costoro indossassero "armature a prova di freccia fatte di legno intrecciato".
Nel 1610 Champlain ed i suoi archibugieri aiutarono gli Algonchini e gli Uroni a sconfiggere un grosso esercito Irochese. Champlain si unì all'esercito degli Uroni e partecipò all'assedio di una città irochese, probabilmente una degli Onondaga a sud del lago Ontario nell'odierno Stato di New York. Questo attacco alla fine fallì, e Champlain fu ferito.

### Intervento olandese
Nel 1610-1614, dopo aver messo gli occhi sul commercio di pelli francese, gli olandesi costituirono una serie di stazioni commerciali stagionali lungo i fiumi Hudson e Delaware, una delle quali a Castle Island al confine del territorio irochese nei pressi dell'odierna Albany, garantendo agli Irochese l'accesso diretto ai mercati europei. Questo commercio e le nuove colonie fondate in New Jersey e Delaware garantirono a Lenape e Susquehannock il commercio con l'Olanda, che per motivi personali era riluttante a vendere armi ai Lenape del Delaware. La fondazione nel 1614 di Fort Nassau e la sua sostituzione nel 1624 con Fort Orange (entrambi ad Albany) tolse agli Irochesi la necessità di affidarsi ai francesi e alle loro tribù alleate per commerciare con gli olandesi. Questo contatto commerciale garantì a questi popoli l'approvvigionamento delle armi, che gli olandesi erano felici di vendere mentre i francesi limitavano solo agli Uroni. I nuovi centri di commercio fornirono agli Irochesi nuovi oggetti in cambio di pelli. Questo portò alla caccia agli animali su larga scala da parte degli Irochesi.
In questo periodo il conflitto iniziò ad inasprirsi velocemente tra Irochesi e popoli canadesi sostenuti dai francesi. Gli Irochesi abitavano la regione dell'attuale stato di New York a sud del lago Ontario e ad ovest del Hudson. Le terre irochesi erano formate da un'isola circondata su tutti i lati tranne che a sud dai popoli di lingua algonchina, nemici storici, compresi gli Shawnee ad ovest in Ohio. Tra i rivali vi erano Gli Uroni di lingua irochese ed i confederati Neutrali, i quali vivevano rispettivamente sulla costa meridionale del lago Huron e la costa occidentale dell'Ontario, ed i Susquehannocks a sud rispetto a loro. Nonostante la lingua comune, questi popoli furono a volte amici e a volte nemici, per cui non fecero parte della confederazione irochese.

### Inizio della guerra dei castori
Nel 1628 i Mohawk sconfissero i Mohicani e stabilirono un monopolio sul commercio con gli olandesi a Fort Orange (in seguito Albany (New York)), Nuovi Paesi Bassi. Nello stesso periodo i Susquehannock, ben armati grazie al commercio delle pelli con gli olandesi, ridussero la forza dei Delaware vincendo una guerra prolungata con la provincia del Maryland. Nel 1630 gli Irochesi furono ben armati con armi europee grazie agli olandesi.
Gli Irochesi, in particolare i Mohawk, dipendevano dal commercio per l'acquisto di armi e di altri beni europei. Utilizzarono l'esperienza fatta con gli archibugi per proseguire le guerre con Algonchini, Uroni ed altri nemici storici. I francesi, nel frattempo, dichiararono fuorilegge il commercio di armi con gli alleati nativi, anche se occasionalmente diedero archibugi come doni individuali a chi si convertiva al cristianesimo. Anche se gli Irochesi attaccarono inizialmente gli altri nativi americani (Algonchini, Mohicani, Montagnais ed Uroni), l'alleanza di questi con i francesi portò ben presto gli Irochesi a scontrarsi direttamente con i coloni europei.
L'aumento della caccia per il commercio con gli europei aumentò il declino della popolazione dei castori. Nel 1640 questo animale era in gran parte scomparso dalla valle dell'Hudson. Gli storici di American Heritage Magazine hanno ipotizzato che la scarsezza di castori nelle terre controllate dagli Irochesi a metà del XVII secolo fu un'ulteriore spinta per la guerra. Il centro del commercio di pelli si spostò a nord verso le fredde regioni dell'attuale Ontario meridionale, un'area controllata da Neutrali e Uroni, stretti alleati dei francesi. Gli Irochesi, sostituiti nel commercio da altri popoli della regione, e minacciati da malattie e da un calo della popolazione, diedero il via ad un'aggressiva campagna per espandere il proprio territorio.

## Conflitto

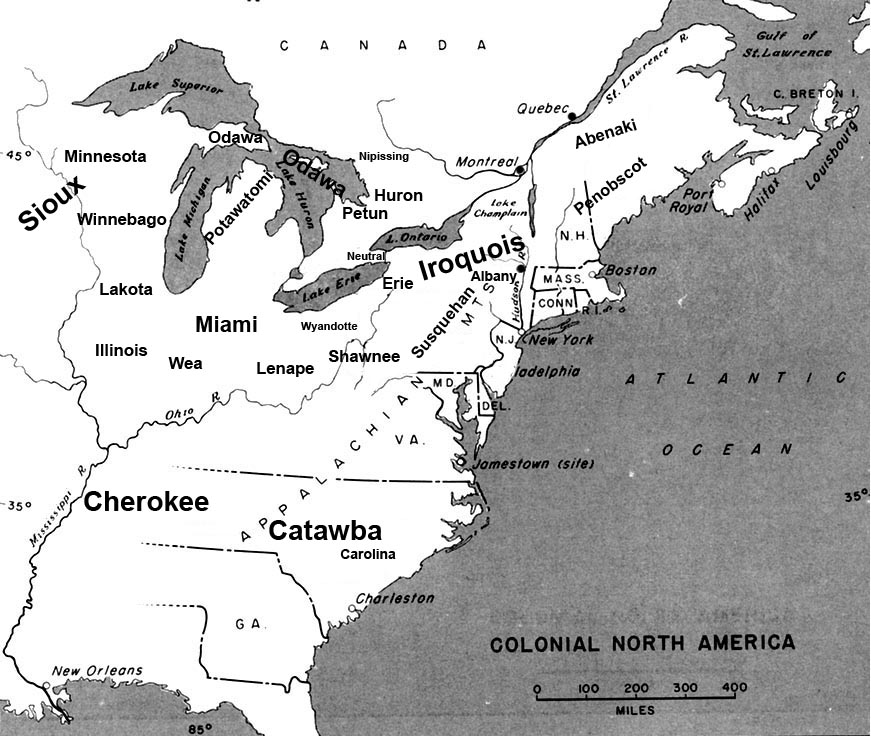
Mappa raffigurante la posizione approssimativa delle principali tribù e degli insediamenti attorno al 1648.

A causa del declino dei castori gli Irochesi iniziarono a sottomettere i vicini più piccoli. Attaccarono i Wenro nel 1638 conquistando tutto il loro territorio. I sopravvissuti fuggirono presso gli Uroni in cerca di aiuto. I Wenro fungevano da cuscinetto tra Irochesi, Neutrali ed Eriez. Queste ultime due popolazioni, alleate tra loro, erano molto più numerose degli Irochesi. Con l'espansione ad ovest bloccata, gli Irochesi si diressero a nord. Gli olandesi sostenevano questa strategia irochese, essendo in quel periodo il principale partner commerciale europeo degli Irochesi, dato che tutto il commercio di questi nativi passava dalle colonie sull'Hudson. Il calo dei castori in territorio irochese aveva portato ad un calo della redditività delle colonie olandesi.
Nel 1641 i Mohawks si recarono a Trois-Rivières in Nuova Francia per offrire una pace con francesi e relativi alleati. Chiesero ai francesi di fondare una stazione di commercio in Iroquoia. Il governatore Montmagny rifiutò la proposta dato che avrebbe presupposto l'abbandono degli alleati Uroni.
All'inizio degli anni 1640 la guerra iniziò con continui attacchi irochesi ai villaggi di frontiera degli Uroni lungo il fiume San Lorenzo. L'obiettivo era la cancellazione del loro commercio con i francesi. Nel 1645 i francesi convocarono tutte le tribù per negoziare un trattato e porre fine al conflitto. Due capi Irochesi, Deganaweida e Koiseaton, si recarono in Nuova Francia per prendere parte ai negoziati. I francesi accolsero molte delle richieste irochesi, garantendo loro il diritto di commerciare in Nuova Francia. L'estate successiva una flotta di otto canoe che trasportava un grosso carico di pelli attraversò il territorio irochese per vendere il carico nella Nuova Francia. All'arrivo degli Irochesi i francesi si rifiutarono di acquistare le pelli dicendo loro di venderle agli Uroni, che avrebbero fatto da intermediari. Indignati, gli Irochesi ripresero la guerra.
I francesi decisero di partecipare attivamente al conflitto. Uroni ed Irochesi avevano approssimativamente a disposizione lo stesso numero di uomini, dato che entrambe avevano una popolazione stimata di 25000–30000 persone. Per guadagnare una netta superiorità numerica, nel 1647 gli Uroni ed i Susquehannock formarono un'alleanza anti-irochese. Gli Uroni cercarono di rompere la confederazione irochese negoziando trattati separati con Onondaga e Cayuga. Quando le altre nazioni catturarono i loro messaggeri, misero fine alle negoziazioni. Nell'estate del 1647 vi furono molte schermaglie tra le tribù. Nel 1648 avvenne una grossa battaglia quando le due tribù algonchine tentarono di far passare un convoglio di pelli attraverso un blocco irochese. Il tentativo ebbe successo, ed esse inflissero molti caduti agli Irochesi.
Negli anni seguenti gli Irochesi potenziarono la propria confederazione creando un comando centralizzato. Anche se la loro gestione rimane in gran parte sconosciuta, a partire dagli anni 1660 le cinque tribù irochesi smisero di combattersi tra loro, condividendo la politica militare ed economica. In questo modo ottennero un tipo di governo nettamente superiore a quello delle tribù confinanti.
Anche se le incursioni dei nativi non furono costanti, spaventavano gli abitanti della Nuova Francia. Inizialmente i coloni non riuscirono ad opporsi. Alcuni eroi della tradizione franco-canadese furono singoli individui che si opposero a questi attacchi. Un esempio fu Adam Dollard des Ormeaux, il quale morì nel maggio del 1660 nel tentativo di combattere l'assalto irochese a Long Sault, alla confluenza del San Lorenzo con il fiume Ottawa. Secondo la leggenda salvò Montreal. Un'altra eroina fu Madeleine de Verchères, la quale nel 1692, all'età di 14 anni, difese la fattoria della propria famiglia durante un attacco irochese. Considerando gli Irochesi alleati di olandesi e britannici, loro nemici storici e protestanti, i francesi si rifiutarono di firmare una pace con i nativi.

### Sconfitta degli Uroni
Nel 1648 gli olandesi autorizzarono la vendita diretta delle armi da fuoco ai Mohawk eliminando il tramite dei commercianti, e in poco tempo ne vendettero 400 agli Irochesi. La confederazione inviò 1000 nuovi guerrieri armati nelle foreste del territorio degli Uroni. All'inizio dell'inverno i guerrieri irochesi lanciarono un attacco violento nel cuore del territorio urone, distruggendo molti villaggi, uccidendo numerosi guerrieri e catturando molte persone da inserire nella propria tribù. Tra i morti vi furono i missionari gesuiti Jean de Brébeuf, Charles Garnier e Gabriel Lalemant. Ognuno di loro è considerato un martire della chiesa cattolica. Gli Uroni sopravvissuti fuggirono dal loro territorio per chiedere aiuto alla confederazione Anishinaabeg nella parte settentrionale della regione dei Grandi Laghi. La nazione Odaawaa (Ottawa) bloccò temporaneamente l'espansione irochese verso nordovest. Grazie alla ritirata degli Uroni gli Irochesi ora controllavano una regione ricca di pelli e non avevano più tribù native che li dividessero dalle colonie francesi in Canada.
Le malattie europee avevano provocato molti morti tra gli Irochesi e le tribù vicine negli anni che avevano preceduto la guerra, e la loro popolazione era drasticamente diminuita. Per sostituire i guerrieri morti gli Irochesi integrarono molti nemici catturati, adottandoli. Invitarono i padri gesuiti nel proprio territorio per istruire coloro che si erano convertiti al cristianesimo. Un missionario scrisse: "Per quanto io possa intuire, il progetto degli Irochesi è quello di catturare tutti gli Uroni... metterne a morte i capi... e con il resto degli uomini formare una nazione nuova". I gesuiti predicarono anche agli Irochesi, molti dei quali si convertirono o aggiunsero le credenze cristiane al culto indigeno. Gli Irochesi convertiti avrebbero giocato un ruolo importante negli anni seguenti.
Negli anni 1650 gli Irochesi iniziarono ad attaccare i francesi. Alcune nazioni irochesi, soprattutto Oneida e Onondaga, ebbero relazioni pacifiche con i francesi ma erano controllate dai Mohawk. Questi ultimi erano la nazione più potente della confederazione ed erano ostili alla presenza francese. Dopo il fallimento nella negoziazione di un trattato di pace da parte di capo Canaqueese, l'esercito irochese si spostò a nord in Nuova Francia lungo il lago Champlain ed il fiume Richelieu. Attaccarono ed assediarono Montréal. In molti casi i prigionieri venivano integrati nelle tribù irochesi.

### Sconfitta degli Eriez e dei Neutrali
Gli Irochesi attaccarono la nazione Neutrale nel 1650. Alla fine del 1651 avevano cacciato la tribù dal suo territorio tradizionale, uccidendo o assimilando migliaia di persone. In quel periodo i Neutrali abitavano un territorio che andava dall'attuale penisola del Niagara ad ovest fino alla valle del Grand River.
Nel 1654 gli Irochesi attaccarono gli Eriez senza successo. La guerra tra Eriez ed Irochesi durò due anni. Nel 1656 gli Irochesi avevano quasi completamente distrutto la confederazione Eriez, i cui membri si erano rifiutati di fuggire ad ovest. Il territorio Eriez si trovava sulla costa sudorientale del lago Erie, ed è stato stimato che nel 1650 contenesse 12000 nativi. In netta minoranza numerica rispetto alle tribù conquistate, gli Irochesi riuscirono ad ottenere tutte queste vittorie grazie alle armi acquistate dagli olandesi.

### Sconfitta dei Susquehannock

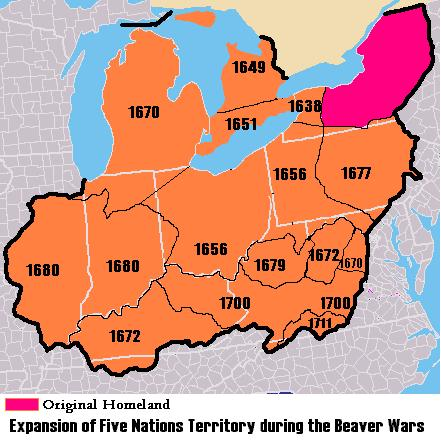
Mappa dell'espansione irochese nel corso delle guerre dei castori (1638-1711)

Con le tribù a nord e ad ovest distrutte, gli Irochesi diressero l'attenzione a sud verso i Susquehannock di lingua irochese. Il 1660 fu l'apice della potenza militare irochese, e furono in grado di utilizzare questa cosa a loro vantaggio nei decenni a venire. Nel 1661 i Susquehannock si allearono con gli inglesi della colonia del Maryland. I britannici avevano sviluppato la paura degli Irochesi, e speravano che un'alleanza con i Susquehannock avrebbe aiutato a bloccare l'avanzata delle tribù settentrionali verso le colonie inglesi. Nel 1663 gli Irochesi mandarono un esercito di 800 guerrieri in territorio Susquehannock. Questi respinsero l'assalto, ma l'invasione convinse la colonia del Maryland a dichiarare guerra agli irochesi.
Rifornendo le fortezze Susquehannock con l'artiglieria, gli inglesi del Maryland invertirono l'equilibrio delle forze in campo. I Susquehannock ne approfittarono ed iniziarono l'invasione del territorio irochese, dove inflissero gravi danni. Lo scontro proseguì ad intermittenza per 11 anni. Nel 1674 gli inglesi del Maryland cambiarono decisero di negoziare la pace con gli Irochesi, e conclusero l'alleanza con i Susquehannock. Nel 1675 le milizie della Virginia e del Maryland catturarono e giustiziarono i capi Susquehannock, la cui crescente forza stava diventando un pericolo. Gli Irochesi annientarono quello che restava della loro nazione, scacciando i guerrieri dal loro territorio natio ed assorbendo nel 1677 i sopravvissuti.
Nel corso di questo conflitto, nel 1670 gli Irochesi avevano cacciato anche i Mannahoac di lingua siouan dalla regione settentrionale della Virginia. Gli Irochesi reclamarono la terra per diritto di conquista come territorio di caccia. Gli inglesi accettarono al richiesta nel 1674 e nel 1684, prima di acquisire da loro la terra con il trattato del 1722.

### Contrattacco francese
Gli Irochesi continuarono a controllare i confini della Nuova Francia, attaccando le fortezze di confine di Quebec e di Montreal. Nel maggio 1660 un gruppo irochese composto da 160 guerrieri attaccò Montreal catturando 17 coloni. L'anno successivo un attacco portato da 250 guerrieri recuperò altri 10 prigionieri. Nel 1661 e nel 1662 gli Irochesi fecero numerose razzie nei confronti degli Abenachi, alleati dei francesi. La corona francese ordinò un cambio nel governo del Canada. Crearono un piccolo gruppo militare formato da francesi, Uroni ed Algonchini per opporsi alle razzie irochesi. Quando questo piccolo esercito si recò sul confine fu attaccato dagli Irochesi. Solo 29 francesi sopravvissero e riuscirono a fuggire. Cinque furono catturati e torturati a morte per rappresaglia. Nonostante la vittoria riportata, anche gli Irochesi subirono pesanti perdite. I capi iniziarono a considerare l'idea di negoziare la pace con i francesi.
L'andamento della guerra in Nuova Francia iniziò a cambiare a metà degli anni 1660 con l'arrivo di un piccolo contingente di truppe regolari dalla Francia, il reggimento Carignan-Salières con uniformi marroni, primo gruppo di soldati professionisti ad entrare nell'odierno Canada. Un cambio amministrativo portò il governo della Nuova Francia ad autorizzare la vendita diretta delle armi e di altro materiale militare ai nativi americani alleati. Nel 1664 gli alleati olandesi degli Irochesi persero il controllo della colonia dei Nuovi Paesi Bassi a favore degli inglesi. Negli anni immediatamente successivi alla sconfitta olandese diminuì il sostegno europeo agli Irochesi.
Nel gennaio 1666 i francesi invasero il territorio irochese dell'attuale stato di New York. Il primo gruppo d'invasione, composto da 400 o 500 uomini, fu guidato da Daniel de Rémy de Courcelles. I suoi uomini erano nettamente meno degli Irochesi e furono obbligati a ritirarsi prima dello scontro. Nonostante l'invasione fosse stata annullata, riuscirono a catturare il capo Canaqueese.
La seconda invasione fu guidata dall'aristocratico Alexandre de Prouville, marchese di Tracy e viceré della Nuova Francia. Dal suo quartier generale di Quebec City, essendo tenente generale del reggimento Carignan-Salières, iniziò una campagna contro i Mohawks. La forza d'invasione contava circa 1300 uomini, e si mise in marcia nell'autunno del 1666. Giunti nei villaggi Mohawk e trovatili deserti, distrussero abitazioni e raccolti. Prouville de Tracy occupò tutte le terre Mohawk nel nome del re di Francia, obbligando i Mohawks ad accettare la fede cattolica e ad utilizzare la lingua francese insegnata loro dai missionari gesuiti. Senza il sostegno europeo, gli Irochesi proposero una pace subito accettata dai francesi.

### Ohio e Illinois

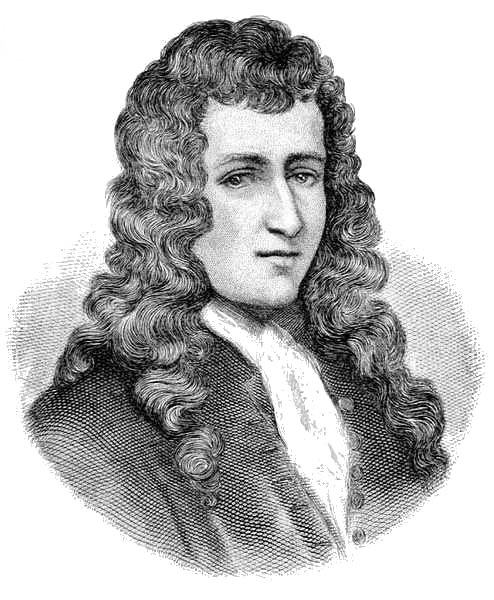
René Robert Cavelier de La Salle, esploratore del Territorio del nord-ovest. Negoziò trattati anti-Irochesi con le tribù dei Grandi Laghi

Una volta raggiunta la pace con i francesi, gli irochesi tornarono nei territori che avevano conquistato più ad ovest nel tentativo di controllare tutte le terre tra gli Algonchini ed i francesi. Il risultato dell'espansione irochese e della guerra con la confederazione Anishinaabeg fu che le nazioni più orientali, come ad esempio i Lakota, furono spinte oltre il Mississippi nelle Grandi Pianure. Qui all'inizio del XVIII secolo adottarono l'uso del cavallo e lo stile di vita nomade per il quale divennero in seguito famosi. Altri popoli in fuga invasero l'area dei Grandi Laghi, portando ad un conflitto con le nazioni già esistenti nella regione. In Ohio Shawnee e Miami erano le tribù dominanti. Gli Irochesi sottomisero in fretta gli Shawnee nell'Ohio centrale obbligandoli a fuggire in territorio Miami. I Miami erano una tribù potente ed avevano costituito una confederazione con i vicini alleati, tra cui Potawatomi e Illiniwek che abitavano gli attuali Michigan e Illinois. La maggioranza degli scontri era tra le confederazioni Anishininaabeg e Irochese.
Gli Irochesi migliorarono la propria tecnica di guerra, il che gli permise di attaccare paesi sempre più lontani. I guerrieri spesso viaggiavano di notte su canoe. Affondavano le proprie canoe riempiendole di sassi, in modo da tenerle sul fondo vicino a riva. Dopo aver raggiunto l'obiettivo nella foresta potevano attaccare il nemico. Dopo lo scontro tornavano velocemente alle barche fuggendo prima che potesse essere organizzata una difesa. La mancanza di armi creò un grande svantaggio agli Algonchini. Nonostante il loro ampio numero, non erano sufficientemente centralizzati da garantire una difesa contro gli Irochesi. Alla fine molte tribù si trasferirono ad ovest oltre il Mississippi, lasciando spopolata buona parte di Ohio, Michigan meridionale e Ontario orientale. Numerosi gruppi composti da migliaia di guerrieri Anishinaabe rimasero a nord dei laghi Huron e Superiore. In seguito furono decisivi per bloccare l'avanzata irochese. Da ovest del Mississippi, gruppi diversi continuarono ad organizzar gruppi armati cercando di riconquistare le terre natali.
A partire dagli anni 1670 i francesi iniziarono ad esplorare e colonizzare Ohio e Illinois partendo dai fiumi Mississippi ed Ohio. Qui scoprirono le tribù algonchine in guerra con gli irochesi. I francesi fondarono la stazione di posta di Tassinong per commerciare con le tribù occidentali. Gli Irochesi distrussero queste colonie in modo da riappropriarsi del monopolio del commercio delle pelli con gli europei.
Durante un raid in Illinois nel 1689, gli Irochesi catturarono molti prigionieri e distrussero un grosso insediamento dei Miami. I Miami chiesero aiuto agli altri popoli della confederazione Anishinaabeg e misero insieme un esercito per combattere gli Irochesi. Grazie alle nuove armi, la confederazione tese un'imboscata nei pressi dell'odierna South Bend (Indiana). Attaccarono e distrussero buona parte dell'esercito irochese. Nonostante gran parte della regione sia stata lasciata spopolata, gli Irochesi non riuscirono a creare un'installazione permanente, dato che la tribù non aveva sufficiente popolazione per colonizzare un'area tanto vasta. Dopo la battuta d'arresto ed il fatto che anche le altre tribù ebbero acceso alle armi da fuoco, il breve controllo degli Irochesi sulla regione fu perduto. Molti ex abitanti della regione iniziarono a fare ritorno.

### Ripresa della guerra con la Francia
Quando gli inglesi iniziarono ad entrare nel territorio olandese dello Stato di New York, strinsero stretti legami con gli Irochesi poiché l'obiettivo era quello di utilizzarli come tampone per ostacolare l'espansionismo coloniale francese. Iniziarono a rifornire gli Irochesi con più armi di quelle dategli dagli olandesi, e li incoraggiarono a contrastare gli interessi francesi.
Nel frattempo il governatore della Nuova Francia Louis de Buade de Frontenac, conte di Frontenac, cercò di ripristinare il commercio di pelli con le tribù occidentali. Il suo tentativo si scontrò con l'interesse irochese di gestire il traffico di pelli, per cui ricominciarono le schermaglie tra i due. Questa guerra durò dieci anni e fu più sanguinosa della prima.
Nel 1681 René Robert Cavelier de La Salle negoziò un trattato con le tribù di Miami ed Illinois. Quello stesso anno la Francia tolse il divieto di vendere armi ai nativi. In poco tempo i coloni armarono le tribù algonchine, inasprendo gli scontri tra gli Irochesi ed i loro nemici.
Con la ripresa delle ostilità la milizia locale della Nuova Francia fu ampliata dopo il 1683 con una piccola forza di marina regolare, la Compagnies Franches de la Marine. Nel corso degli anni i suoi uomini furono identificati con la colonia, e gli ufficiali divennero completamente canadesi. In pratica possono essere considerati il primo esercito professionista canadese. Gli incarichi nella milizia e nella Compagnie Franches erano molto ambiti ed i soldati si vestivano come gli alleati Algonchini specializzandosi nel tipo di guerra definito la petite guerre, caratterizzato da lunghe spedizioni attraverso le foreste e rapidi attacchi agli accampamenti nemici, ovvero lo stesso tipo di guerriglia combattuta da Irochesi e dagli altri nativi americani.
Nel giugno 1687 Pierre de Troyes comandò una compagnia del governatore Denonville all'attacco dei Seneca. Questo scontro portò alla distruzione di Ganondagan, il più grande villaggio Seneca.
Nel settembre 1687 3000 miliziani e regolari francesi attaccarono gli Irochesi in una spedizione punitiva sul loro territorio: dopo aver disceso il fiume Richelieu e marciando in territorio irochese, non trovando però molti guerrieri, ne bruciarono i villaggi e le riserve di cibo distruggendo circa 1,2 milioni di stai di mais. A causa di ciò molti Irochesi morirono di fame nel corso dell'inverno successivo.
Nel 1687 Denonville partì con un esercito organizzato per Fort Frontenac, dove si incontrò con i 50 ereditari sachem della confederazione irochese degli Onondaga, che costituivano l'intero gruppo decisionale degli Irochesi, perché convocati in questa riunione per siglare una tregua. Denonville catturò, incatenò ed inviò tutti i 50 capi Irochesi a Marsiglia in Francia per essere utilizzati come schiavi sulle galee e mise poi a ferro e fuoco la terra dei Seneca. Prima di tornare in Nuova Francia costeggiò il lago Ontario fondando Fort Denonville nel punto in cui il fiume Niagara si immette nel lago. Questo luogo era stato in precedenza usato da La Salle per la costruzione di un forte chiamato Fort Conti dal 1678 al 1679, ed in seguito lo fu per Fort Niagara, tuttora esistente.
La distruzione dei Seneca fece infuriare la confederazione irochese. Questo, con la disonorevole perdita dei propri sachem, li convinse a razziare la Nuova Francia come mai fatto prima. I regolari di Denonville furono sparsi nelle varie città nel tentativo di proteggere case e famiglie. Le fortezze furono abbandonate. Gli Irochesi distrussero le fattorie ed intere famiglie furono massacrate o catturate. Il 4 agosto 1689 Lachine, una piccola cittadina nei pressi di Montréal, fu rasa al suolo. 1500 guerrieri Irochesi avevano distrutto le difese di Montreal nei mesi precedenti e Denonville fu infine sconfitto. Il suo mandato fu sostituito dal ritorno di Frontenac, il quale ne prese il posto come governatore nei successivi nove anni (1689–1698). Frontenac stava organizzando un nuovo piano d'attacco contro gli Irochesi quando capì il pericolo derivato dalla cattura dei sachem. Rintracciò i 13 sopravvissuti e li fece ritornare in Nuova Francia nell'ottobre del 1698.
Durante la guerra di Re Guglielmo (1689–1697) i francesi si unirono agli alleati nativi per attaccare le colonie britanniche, dato che questi avevano utilizzato gli Irochesi contro di loro. Alcuni dei più duri scontri voluti dai francesi nel 1690 furono il massacro di Schenectady nella provincia di New York, l'attacco a Salmon Falls (New Hampshire) e la battaglia di Falmouth Neck (l'attuale Portland nel Maine). Francesi ed alleati uccisero i coloni e ne portarono alcuni in Canada. I coloni del New England raccolsero soldi per riscattare i propri prigionieri, ma alcuni di loro furono adottati dalle tribù di nativi. Solitamente il governo francese non interveniva quando i nativi catturavano dei prigionieri. Negli anni 1690 i francesi ed i loro alleati proseguirono le razzie in territorio irochese, distruggendo i villaggi Mohawk nel 1692, e proseguendo poi con quelli di Seneca, Oneida e Onondaga. Inglesi ed Irochesi si unirono per colpire la Nuova Francia, ma con scarsi risultati. L'incursione che ebbe più successo fu la battaglia di La Prairie del 1691. Dato che la Francia aveva dichiarato il dominio sugli Irochesi, l'offensiva francese non fu bloccata dal trattato di Ryswick del 1697 che riappacificò Francia ed Inghilterra, ma gli inglesi uscirono dal conflitto.

## Grande pace di Montreal
Nel 1698 gli Irochesi iniziarono a considerare gli inglesi una minaccia maggiore rispetto ai francesi. Nel 1681 gli inglesi avevano iniziato a colonizzare la Pennsylvania. La continua crescita coloniale iniziò a invadere il confine meridionale del territorio irochese. La politica francese riguardante gli irochesi iniziò a cambiare. Dopo quasi 50 anni di guerra iniziarono a credere che sarebbe stato impossibile distruggerli completamente. Decisero che diventarne amici sarebbe stato il modo più semplice per garantirsi il monopolio del commercio di pelli nel nord e bloccare l'espansione inglese. Non appena gli inglesi seppero del trattato di pace cercarono di impedirne la firma. Il risultato sarebbe stato la perdita del monopolio di Albany nel commercio di pelli con gli Irochesi e, senza la loro protezione, il confine settentrionale inglese sarebbe stato vulnerabile agli attacchi francesi. Nonostante l'intervento inglese, il trattato di pace fu firmato.
Definito grande pace di Montreal, il trattato fu firmato nel 1701 a Montreal da 39 capi indiani e dai francesi. Con questo accordo gli irochesi accettarono di interrompere gli attacchi e di permettere ai rifugiati fuggiti dai Grandi Laghi di fare ritorno nelle terre natali. Gli Shawnee ripresero il controllo dell'Ohio e del basso corso dell'Allegheny. I Miami tornarono a comandare nell'attuale Indiana e nell'Ohio nordoccidentale. I Potawatomi tornarono nel Michigan, e gli Illinois nell'Illinois. Con gli olandesi allontanatisi da tempo dal Nordamerica, gli inglesi erano diventati potenti quanto i francesi. Gli irochesi capirono di essere l'ago della bilancia tra le due potenze europee, ed utilizzarono questa cosa per trarne benefici nei decenni seguenti. La loro società iniziò a cambiare rapidamente per focalizzarsi sulla costruzione di una nazione potente, migliorando le tecniche agricole ed istruendo la popolazione. La pace fu duratura, e solo negli anni 1720 il territorio tornò ad essere minacciato dagli europei.
Sempre nel 1701 gli irochesi concessero agli inglesi buona parte del territorio conteso a nord dell'Ohio con il trattato di Nanfan, anche se il trasferimento non fu riconosciuto dai francesi, che in quel periodo erano ancora la presenza più influente. Nel trattato i capi irochesi affermavano di aver conquistato questo "territorio di caccia al castoro" 80 anni prima, nel 1621 circa.

## Conseguenze
Gli antichi abitanti dell'Illinois fecero ritorno poco dopo il termine della guerra. Miami, Potowatomi, Sauk e Fox divennero dominanti nella regione. L'Ohio, situato nei pressi del cuore del territorio irochese, rimase spopolato a lungo dato che gli Irochesi lo controllavano per diritto di conquista come territorio di caccia. I Lenape si insediarono lungo il fiume Allegheny a partire dagli anni 1720. Fu solo negli anni 1740 e 1750 che gli Shawnee iniziarono a tornare nelle zone centro meridionali della regione, e i Miami iniziarono a ricolonizzare lo zone occidentali.
Nel corso dei vari trattati europei, gli inglesi assunsero il controllo del territorio irochese. Gli inglesi esagerarono la definizione del territorio controllato dagli Irochesi ad ovest, in modo da contendere alla Francia il controllo dell'Illinois e dell'Ohio. Nel 1768 molte colonie acquistarono ufficialmente dagli Irochesi il controllo di Ohio e Illinois. Queste colonie fondarono la Indiana Land Company con l'obiettivo di reclamare il possesso di tutto il nordovest. Continuò a considerare propria la regione utilizzando il diritto di conquista irochese fino allo scioglimento della compagnia da parte della Corte Suprema degli Stati Uniti d'America nel 1798.
Dato che buona parte del conflitto tra i nativi americani si svolse lontano dalla frontiera ed in luoghi che non avevano mai avuto contatti con gli europei, non è ben conosciuta l'estensione completa della guerra. Quello che si sa dei conflitti più ad ovest proviene dai racconti degli esploratori francesi e delle tribù che incontrarono durante i loro viaggi. Anche quello che successe nelle regioni più orientali è in parte sconosciuto, dato che tali zone rimasero a lungo inesplorate. Le tribù locali non ebbero contatti diretti con gli europei, per cui a noi non arrivarono fonti primarie sulle guerre.
Le guerre dei castori si fusero con le guerre powhatan del 1610–1614, 1622–1632 e 1644–1646 combattute in Virginia, con la guerra Pequot del 1637 in Connecticut, la guerra olandese-indiana del 1643 lungo il fiume Hudson e la guerra di Re Filippo formando una lista di rivolte e conflitti tra nativi americani e le colonie francesi, olandesi ed inglesi di Canada, New York e New England.
Le tribù di nativi americani continuarono ad essere coinvolte in conflitti con Inghilterra, Francia e le relative colonie durante le successive guerre Franco-Indiane.